# Молох тоталітаризму
Молох тоталітаризму (рос. Молох тоталитаризма) — пам'ятник жертвам політичних репресій СРСР, що розташований навпроти входу до меморіального кладовища «Левашівська пустинь» (ст. Левашово, Горське шосе, 143)

## Історія створення
Пам'ятник споруджено за розпорядженням мера Санкт-Петербурга Анатолія Собчака від 6 травня 1995 р. № 465-р «З метою увіковічнення пам'яті жертв політичних репресій».
Пам'ятник відкрито 15 травня 1996 року. Автори: Н. Галицька, В. Гамбаров. Вибір місця пов'язаний з тим, що неподалік від селища Левашово розташоване таємне масове захоронення жертв НКВС. Тіла страчених в Ленінграді в період репресій вивозили в Левашово для захоронення з серпня 1937 року по 1954 рік.